# LIVE FILMS WONDERFUL WORLD
『LIVE FILMS WONDERFUL WORLD』（ライブ フィルムス ワンダフル・ワールド）は、ゆずのライブビデオ。2008年11月5日にトイズファクトリーより発売。

## 概要
2008年6月29日に横浜アリーナで行われた公演を収録。収録時間 約140分。特典映像あり。

## 収録曲
1. 行こっか
2. 眼差し
3. 君宛のメロディー
4. もうすぐ30才
5. 黄昏散歩
6. モンテ
7. 明日天気になぁれ
8. 春風
9. 凸凹 (でこぼこ)
10. 人間狂詩曲
11. うまく言えない
12. Yesterday and Tomorrow
13. ビジネス
14. 夏色
15. 陽はまた昇る
16. つぶやき
17. ワンダフルワールド
18. おでかけサンバ
19. ストーリー
20. 特典映像：ボクのワタシのモンテカットのコーナー 全国版
珍名の理髪店の名前で「モンテ」を歌う企画の完全版。
21. 特典映像：世界の子どもたちが描く夢の絵